# Povo Negidal
Negidais (Negidal: элькан бэйэнин, elkan bayenin, "população local"; em russo:  негидальцы , negidaltsy ) são um grupo étnico indígena no Krai Khabarovsk, na Rússia, que vive ao longo do rio Amgun  e do rio Amur . 
O etnônimo "Negidal" é uma tradução russa do termo Evenki ngegida, que significa "povo costeiro".